# Zhang Zuolin
Zhāng Zuòlín foi um dos grandes senhores feudais da China do princípio do século XX. Apelidado de “Velho Marechal”, foi o senhor da Manchúria de 1916 a 1928 durante o período conhecido como Era dos Senhores da Guerra, época em que teve sob sua autoridade em enorme extensão de terra no norte da China. Foi assassinado num atentado em 4 de julho de 1928, após a invasão da Manchúria pelas forças chinesas do Kuomintang durante a Expedição do Norte, pelo governo central liderado por Chiang Kai-shek, que reuniu o território sob seu domínio ao resto do país.

## Vida
Foi um influente bandido chinês, soldado e senhor da guerra durante a Era dos Senhores da Guerra na China. O senhor da guerra da Manchúria de 1916 a 1928 e o ditador militar da República da China em 1927 e 1928, ele passou do banditismo ao poder e influência.
Apoiado pelo Japão, Zhang influenciou com sucesso a política na República da China durante o início dos anos 1920. No outono de 1924, durante a Segunda Guerra Zhili-Fengtian, ele invadiu e ganhou o controle de Pequim, incluindo o governo reconhecido internacionalmente, em abril de 1926. Sua nomeação como grão-marechal da República da China em junho de 1927 representou o auge de seu sucesso, mas foi rapidamente seguido pela derrota: a economia da Manchúria, a base de seu poder, foi sobrecarregada por seu aventureirismo e entrou em colapso no inverno de 1927; e foi derrotado pelo Exército Nacional Revolucionário do Kuomintang sob o comando do Generalíssimo Chiang Kai-shek em maio de 1928. Saindo de Pequim no início de junho para retornar à Manchúria, ele foi morto por uma bomba plantada por oficiais enfurecidos do Exército Kwantung em 4 de junho de 1928; seu breve reinado pressagiava o fim do senhor da guerra chinês em dezembro.

Seu assassinato por membros do Exército Japonês Kwantung abriu caminho para a eventual invasão da Manchúria.

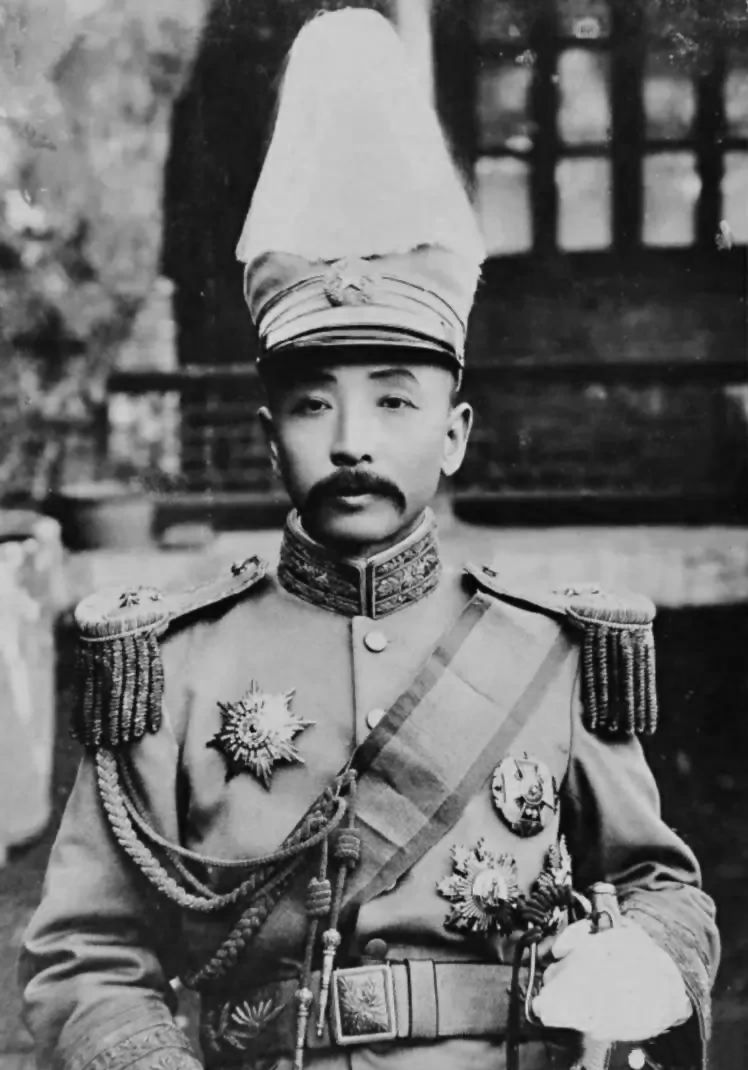
Zhang Zuolin.